# ハワイ州選出のアメリカ合衆国下院議員
本稿はハワイ州選出のアメリカ合衆国下院議員の一覧である。1900年から1959年まで存在したハワイ準州選出のアメリカ合衆国下院代議員についてもこの項目で扱う。

## ハワイ準州選出議員一覧

### 議決権のない代議員
| 議会                        | 氏名                                     | 政党                        |
| --------------------------- | ---------------------------------------- | --------------------------- |
| 第56議会 （1899年 - 1901年) | ロバート・ウィリアム・ウィルコックス     | ハワイ独立党                |
| 第57議会 （1901年 - 1903年) | ロバート・ウィリアム・ウィルコックス     | ハワイ独立党                |
| 第58議会 （1903年 - 1905年) | ジョナ・クヒオ・カラニアナオレ           | 共和党                      |
| 第59議会 （1905年 - 1907年) | ジョナ・クヒオ・カラニアナオレ           | 共和党                      |
| 第60議会 （1907年 - 1909年) | ジョナ・クヒオ・カラニアナオレ           | 共和党                      |
| 第61議会 （1909年 - 1911年) | ジョナ・クヒオ・カラニアナオレ           | 共和党                      |
| 第62議会 （1911年 - 1913年) | ジョナ・クヒオ・カラニアナオレ           | 共和党                      |
| 第63議会 （1913年 - 1915年) | ジョナ・クヒオ・カラニアナオレ           | 共和党                      |
| 第64議会 （1915年 - 1917年) | ジョナ・クヒオ・カラニアナオレ           | 共和党                      |
| 第65議会 （1917年 - 1919年) | ジョナ・クヒオ・カラニアナオレ           | 共和党                      |
| 第66議会 （1919年 - 1921年) | ジョナ・クヒオ・カラニアナオレ           | 共和党                      |
| 第67議会 （1921年 - 1923年) | ヘンリー・アレキサンダー・ボールドウィン | 共和党                      |
| 第68議会 （1923年 - 1925年) | ウィリアム・ポール・ジャレット           | 民主党                      |
| 第69議会 （1925年 - 1927年) | ウィリアム・ポール・ジャレット           | 民主党                      |
| 第70議会 （1927年 - 1929年) | ヴィクター・ヒューストン                 | 共和党                      |
| 第71議会 （1929年 - 1931年) | ヴィクター・ヒューストン                 | 共和党                      |
| 第72議会 （1931年 - 1933年) | ヴィクター・ヒューストン                 | 共和党                      |
| 第73議会 （1933年 - 1935年) | リンカーン・ロイ・マッキャンドレス       | 民主党                      |
| 第74議会 （1935年 - 1937年) | サミュエル・ワイルダー・キング           | 共和党                      |
| 第75議会 （1937年 - 1939年) | サミュエル・ワイルダー・キング           | 共和党                      |
| 第76議会 （1939年 - 1941年) | サミュエル・ワイルダー・キング           | 共和党                      |
| 第77議会 （1941年 - 1943年) | サミュエル・ワイルダー・キング           | 共和党                      |
| 第78議会 （1943年 - 1945年) | ジョセフ・ライダー・ファリントン         | 共和党                      |
| 第79議会 （1945年 - 1947年) | ジョセフ・ライダー・ファリントン         | 共和党                      |
| 第80議会 （1947年 - 1949年) | ジョセフ・ライダー・ファリントン         | 共和党                      |
| 第81議会 （1949年 - 1951年) | ジョセフ・ライダー・ファリントン         | 共和党                      |
| 第82議会 （1951年 - 1953年) | ジョセフ・ライダー・ファリントン         | 共和党                      |
| 第83議会 （1953年 - 1955年) | ジョセフ・ライダー・ファリントン         | 共和党                      |
| エリザベス・ファリントン    | 共和党                                   |                             |
| エリザベス・ファリントン    | 共和党                                   | 第84議会 （1955年 - 1957年) |
| 第85議会 （1957年 - 1959年) | ジョン・A・バーンズ                      | 民主党                      |
| 第86議会 （1959年 - 1961年) | ジョン・A・バーンズ                      | 民主党                      |

## ハワイ州選出議員一覧

### 全州選挙区時代
| 議会                        | 全州選挙区         | 全州選挙区 | 全州選挙区         | 全州選挙区 |
| 議会                        | 第1                | 政党       | 第2                | 政党       |
| --------------------------- | ------------------ | ---------- | ------------------ | ---------- |
| 第86議会 （1959年 - 1961年) | ダニエル・イノウエ | 民主党     |                    |            |
| 第87議会 （1961年 - 1963年) | ダニエル・イノウエ | 民主党     |                    |            |
| 第88議会 （1963年 - 1965年) | スパーク・マツナガ | 民主党     | トーマス・ギル     | 民主党     |
| 第89議会 （1965年 - 1967年) | スパーク・マツナガ | 民主党     | パッツイー・ミンク | 民主党     |
| 第90議会 （1967年 - 1969年) | スパーク・マツナガ | 民主党     | パッツイー・ミンク | 民主党     |
| 第91議会 （1969年 - 1971年) | スパーク・マツナガ | 民主党     | パッツイー・ミンク | 民主党     |

### 2選挙区時代
| 議会                         | 地区                         | 地区                     | 地区                         | 地区   |
| 議会                         | ハワイ州1区                  | 政党                     | ハワイ州2区                  | 政党   |
| ---------------------------- | ---------------------------- | ------------------------ | ---------------------------- | ------ |
| 第92議会 （1971年 - 1973年)  | スパーク・マツナガ           | 民主党                   | パッツイー・ミンク           | 民主党 |
| 第93議会 （1973年 - 1975年)  | スパーク・マツナガ           | 民主党                   | パッツイー・ミンク           | 民主党 |
| 第94議会 （1975年 - 1977年)  | スパーク・マツナガ           | 民主党                   | パッツイー・ミンク           | 民主党 |
| 第95議会 （1977年 - 1979年)  | セシル・ヘフテル             | 民主党                   | ダニエル・K・アカカ          | 民主党 |
| 第96議会 （1979年 - 1981年)  | セシル・ヘフテル             | 民主党                   | ダニエル・K・アカカ          | 民主党 |
| 第97議会 （1981年 - 1983年)  | セシル・ヘフテル             | 民主党                   | ダニエル・K・アカカ          | 民主党 |
| 第98議会 （1983年 - 1985年)  | セシル・ヘフテル             | 民主党                   | ダニエル・K・アカカ          | 民主党 |
| 第99議会 （1985年 - 1987年)  | セシル・ヘフテル             | 民主党                   | ダニエル・K・アカカ          | 民主党 |
|                              | セシル・ヘフテル             | 民主党                   | ダニエル・K・アカカ          | 民主党 |
| ニール・アバークロンビー     | 民主党                       |                          | ダニエル・K・アカカ          | 民主党 |
| 第100議会 （1987年 - 1989年) | パット・サイキ               | 共和党                   | ダニエル・K・アカカ          | 民主党 |
| 第101議会 （1989年 - 1991年) | パット・サイキ               | 共和党                   | ダニエル・K・アカカ          | 民主党 |
| パッツイー・ミンク           | パット・サイキ               | 共和党                   | 民主党                       |        |
| パッツイー・ミンク           | 第102議会 （1991年 - 1993年) | ニール・アバークロンビー | 民主党                       | 民主党 |
| パッツイー・ミンク           | 第103議会 （1993年 - 1995年) | ニール・アバークロンビー | 民主党                       | 民主党 |
| パッツイー・ミンク           | 第104議会 （1995年 - 1997年) | ニール・アバークロンビー | 民主党                       | 民主党 |
| パッツイー・ミンク           | 第105議会 （1997年 - 1999年) | ニール・アバークロンビー | 民主党                       | 民主党 |
| パッツイー・ミンク           | 第106議会 （1999年 - 2001年) | ニール・アバークロンビー | 民主党                       | 民主党 |
| パッツイー・ミンク           | 第107議会 （2001年 - 2003年) | ニール・アバークロンビー | 民主党                       | 民主党 |
| エド・ケース                 | 民主党                       | ニール・アバークロンビー |                              | 民主党 |
| エド・ケース                 | 民主党                       | ニール・アバークロンビー | 第108議会 （2003年 - 2005年) | 民主党 |
| エド・ケース                 | 民主党                       | ニール・アバークロンビー | 第109議会 （2005年 - 2007年) | 民主党 |
| 第110議会 （2007年 - 2009年) | メイジー・ヒロノ             | ニール・アバークロンビー | 民主党                       | 民主党 |
| 第111議会 （2009年 - 2011年) | メイジー・ヒロノ             | ニール・アバークロンビー | 民主党                       | 民主党 |
|                              | メイジー・ヒロノ             | ニール・アバークロンビー | 民主党                       | 民主党 |
| チャールズ・ジョウ           | メイジー・ヒロノ             | 共和党                   | 民主党                       |        |
| 第112議会 （2011年 - 2013年) | メイジー・ヒロノ             | コリーン・ハナブサ       | 民主党                       | 民主党 |
| 第113議会 （2013年 - 2015年) | トゥルシー・ギャバード       | コリーン・ハナブサ       | 民主党                       | 民主党 |
| 第114議会 （2015年 - 2017年) | トゥルシー・ギャバード       | マーク・タカイ           | 民主党                       | 民主党 |
| 第114議会 （2015年 - 2017年) | トゥルシー・ギャバード       | コリーン・ハナブサ       | 民主党                       | 民主党 |
| 第115議会 （2017年 - 2019年) | トゥルシー・ギャバード       | コリーン・ハナブサ       | 民主党                       | 民主党 |
| 第116議会 （2019年 - 2021年) | トゥルシー・ギャバード       | エド・ケース             | 民主党                       | 民主党 |
| 第117議会 （2021年 - 2023年) | カイ・カヘレ                 | エド・ケース             | 民主党                       | 民主党 |
| 第118議会 （2023年 - 2025年) | ジル・トクダ                 | エド・ケース             | 民主党                       | 民主党 |